# Harald I al Norvegiei
Harald Hårfagre supranumit cel cu Păr Frumos (în nordică veche Haraldr Hárfagri), (n. 850 d.Hr., Vestfold, Norvegia – d. 933 d.Hr., Rogaland, Norvegia) a fost primul rege al Norvegiei și a domnit între 872 și 930. Mare parte a vieții sale nu este cunoscută, existența sa fiind descrisă în cronici abia după trei secole de la moartea sa.
Povestirea Heimskringla menționează că Harald l-a succedat pe tatăl său, Halfdan Gudrödarson Negre, la guvernarea mai multor regate mici din Vestfold care îi aparținuseră acestuia (moștenite sau obținute prin cucerire). Regent a fost fratele mamei sale, Guthorm.

## Lupta pentru Unificarea Norvegiei
Harald a fost fiul unui mic rege din dinastia Yngling. În timpul războiului pentru unificarea principatelor, Harald a susținut interesele lorzilor (proprietari) din Trondheim, Romsdal, Rogaland și Hålogaland. Conform acestei saga, o serie de victorii a lui Harald asupra triburilor Höfðing, sa încheiat cu Bătălia de la Hafrsfjord (aproximativ 872), după care a fost încoronat și a început să fie numit „domn al norvegienilor”. Atunci a intrat în uz toponimul "Norvegia" (care înseamnă „Calea de nord”).

## Domnie
Unificarea Norvegiei sub conducerea lui Harald, era însǎ fragilǎ. Istoricii se contrazic cînd merge vorba despre teritoriul stǎpânit de el. Probabil că aceasta era regiunea de coastă din sudul Norvegiei. Dupǎ ce i-a învins pe vikingi (printre care a fost și celebrul Rollo), după cum povestește Saga, a pornit sǎ colonizeze Islanda și Normandia. La sfârșitul vieții, Harald a făcut o expediție de cucerire în vest, spre coastele Scoției, cucerind Orkney și Insulele Shetland. În primul rând a introdus în Norvegia impozitul universal, taxa permanentǎ. A luptat pentru Värmland și alte regiuni adiacente, cu konungul suedez Eric Anundsson.
În 866, Harald a făcut prima serie de cuceriri de-a lungul multor regate mărunte care compuneau întreaga Norvegie, inclusiv Värmland din Suedia, jurând credință regelui suedez Erik Eymundsson. În 872, după o mare victorie la Hafrsfjord lângă Stavanger, Harald a devenit rege peste întreaga țară. Cu toate acestea, tărâmul lui a fost amenințat de pericole, un număr mare de adversari ai săi s-au refugiat, nu numai în Islanda pe care o descoperiseră recent, ci și în Orkney, Insulele Shetland, Insulele Hebride, Insulele Feroe și în Europa de Nord. Plecarea adversarilor săi nu a fost în întregime ceva voluntar. Multi norvegieni care erau bogați și respectați, reprezentau o amenințare pentru Harald, prin urmare, ei au fost supuși hărțuirii din partea noului rege, determinându-i să părăsească țara. În cele din urmă, Harald a fost forțat să facă o expediție în Occident pentru a curăța insulele și continentul scoțian de vikingii care încercau să se ascundă acolo.
Íslendingabók, cea mai veche sursă narativă care îl menționează pe Harald, este scris faptul că Islanda a fost stabilită în timpul vieții sale. Harald i-a provocat pe norvegienii stabiliți în Islanda și dincolo de ea. Islanda era populată de nemulțumiții din Norvegia care au respins cererile lui Harald a drepturilor de impozare asupra terenurilor după ce posesorii aveau anterior putere absolută asupra proprietăților lor.
A doua parte a domniei lui Harald a fost tulburată de cearta fiilor săi. Numărul de fii pe care i-a avut variază în poveștile istorice medievale de la 11 la 20. 12 dintre fii lui au fost numiți regi, iar doi dintre ei au domnit peste întreaga țară. Harald le-a oferit titlul regal și terenuri pe care trebuiau să le guverneze ca reprezentați ai săi, însă acest acord nu a pus capăt discordiei care a continuat în timpul domniei viitoare. Ajuns la bătrânețe, Harald a predat puterea supremă fiului său preferat, Eric Haraldsson, pe care intenționa să-l numească succesorul său. Eric I a condus alături de tatăl său atunci când Harald avea vârsta de 80 de ani. Harald a murit trei ani mai târziu de bătrânețe, în 933.
Ultimii ani ai domniei au fost marcați de conflictele dintre numeroșii fii ai sǎi (numărul acestora variînd între 11 și 20). Țara fiind divizatǎ în mai multe cnezate, Harald l-a numit rege suprem, pe fiul său preferat Eirik.
Harald a fost îngropat sub o movilă la Haugar, în stâmtoarea Karmsund, în apropierea bisericii din Haugesund, o zonă care mai târziu avea să se numească orașul Haugesund. Zona din apropiere, Karmsund, a fost locul tradițional de înmormântare a mai multor domnitori norvegieni.

## Descendenți
În timp ce în diferite istorisiri este găsit faptul că Harald a avut de la 11 la 20 de copii, poemul skaldic contemporan, Hákonarmál, spune că fiul lui Harald, Haakon, avea să întâlnească doar opt frați atunci când ajungea în Valhalla. Numai cinci dintre ei pot fi confirmați în urma poemului contemporan, în timp ce numărul complet al fiilor săi rămâne necunoscut:
- Eric Bloodaxe
- Haakon cel Bun
- Ragnvald
- Bjørn
- Halvdan (este posibil să fi fost doi cu acest nume)

Potrivit cronicii Heimskringla, lista întreagă de fii este următoarea:
Copii concepuți cu Åsa, fiica lui Håkon Grjotgardsson, Conte de Lade:
- Guttorm Haraldssøn, rege de Ranrike
- Halvdan Kvite (Haraldssøn), rege de Trondheim
- Halvdan Svarte (Haraldssøn), rege de Trondheim
- Sigrød Haraldssøn, rege de Trondheim

Copii concepuți cu Gyda Eirikdottir:
- Ålov Årbot (Haraldsdøtter)
- Rørek Haraldssøn
- Sigtrygg Haraldssøn
- Frode Haraldssøn
- Torgils Haraldssøn

Copii concepuți cu Svanhild, fiica Contelui Eystein:
- Bjørn Farmann, rege de Vestfold
- Olaf Haraldssøn Geirstadalf, rege de Vingulmark și mai târziu de Vestfold.
- Ragnar Rykkel

Copii concepuți cu Åshild, fiica lui Ring Dagsson:
- Ring Haraldsson
- Dag Haraldsson
- Gudrød Skirja
- Ingegjerd Haraldsdotter

Copii concepuți cu Snøfrid, fiica lui Svåse de Finn:
- Halvdan Hålegg
- Gudrød Ljome
- Ragnvald Rettilbeine
- Sigurd Rise

Ingebjørg Haraldsdotter, un alt copil conceput cu o femeie necunoscută.

## Biografie
- Gwyn Jones. A History of the Vikings. Oxford University Press, 2001. ISBN 0-19-280134-1. Pages 80–95.

1. 1 2 3 4 5 6 7 8 9  The Peerage